# 미쓰비시 델리카 스페이스 기어
미쓰비시 델리카 스페이스 기어는 일본의 자동차 제조사 미쓰비시자동차공업에서 1994년부터 2007년까지 생산했던 승합차이다.

## 상세
개발은 고급 유람선을 컨셉으로 하여 진행되었으며, 1994년 델리카 스타 왜건의 후속으로 출시되었다. 기존과는 다르게 보닛형 스타일로 변모하여 충돌 안정성이 높아졌고, 차량의 플랫폼은 모노코크 바디에 파제로의 프레임을 얹은 형태였다. 상업용 버전으로 기존 델리카 밴과는 다른 델리카 카고도 출시되었다. 엔진은 미쓰비시 사이클론 계열의 V6 3.0L 가솔린 엔진과 미쓰비시 시리우스 계열의 2.4L 가솔린 엔진, 미쓰비시 4M4 계열의 2.8L 디젤 엔진과 미쓰비시 아스트론 계열의 2.5L 인터쿨러 디젤 엔진이 제공되었다. 1995년에는 레저 등의 활동에 특성화된 사양인 재스퍼와 그린필드를 각각 2월과 5월에 발매하였다. 1996년에는 운전석 에어백이 전 차종에 기본 사양으로 적용되었고, 특별 사양인 샤모닉스가 발매되었다. 1997년 페이스리프트를 거쳤고 전면부가 날카로운 인상이 되었으며 프론트 펜더가 블리스타 펜더 풍으로 변하였다. 1998년에는 2WD 모델에 에어로 파츠를 적용 에어로 사양이 발매되었다. 1999년에는 델리카 스타 왜건이 단종됨에 따라 RV의 역할을 완전하게 이어 받았으며 슬라이드 도어가 양 옆에 장착된 모델이 발매되었다. 그리고 상용 사양인 델리카 카고가 내수 시장에서 단종되었으나, 수출은 2005년까지 계속되었다. 또한 에어로 사양을 기반으로 한 특별 사양인 비너스가 발매되었다. 2002년 1월에는 20주년을 기념하여 「20th 애니버서리 리미티드」라는 사양을 발매하였으며, 8월에는 배출 가스 규제를 충족하지 못한 2WD 사양이 단종되었고 4WD 사양만 남게 되었다. 그리고 2003년 10월에는 특별 사양인 HDD 내비게이션 에디션을 발매하였다. 2005년 1월에는 액티브 필드 에디션 SE를 발매하였고, 10월에는 롱바디 모델이 단종되었다. 2007년 후속인 델리카 D:5가 나오면서 일본 내수 시장에서는 단종되었으나 수출은 2014년까지 계속되었다.

## 갤러리

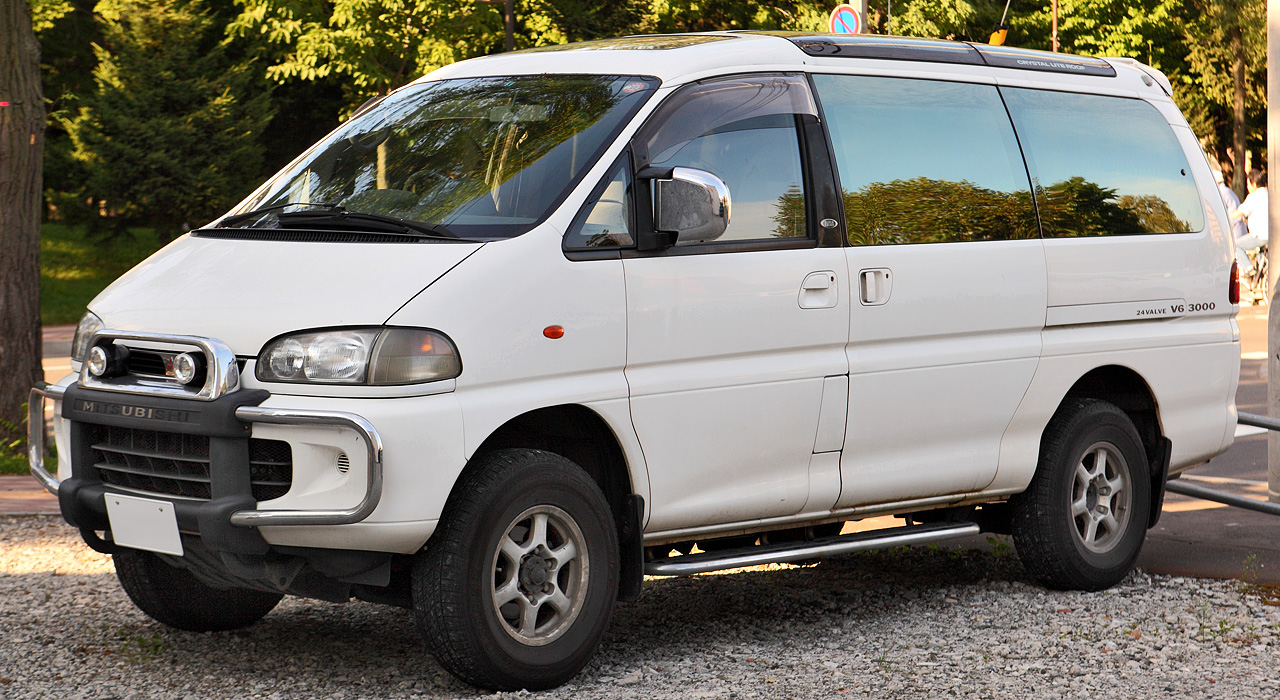
미쓰비시 델리카 스페이스 기어 (전기형) 정측면
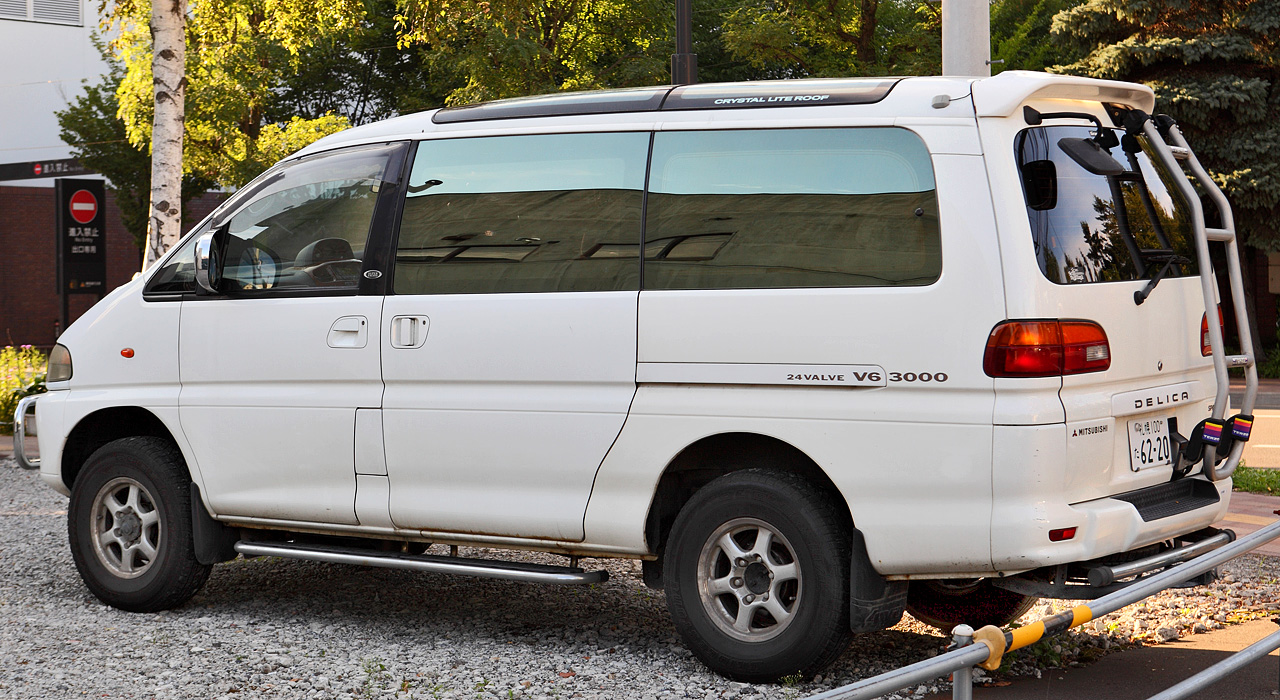
미쓰비시 델리카 스페이스 기어 (전기형) 후측면
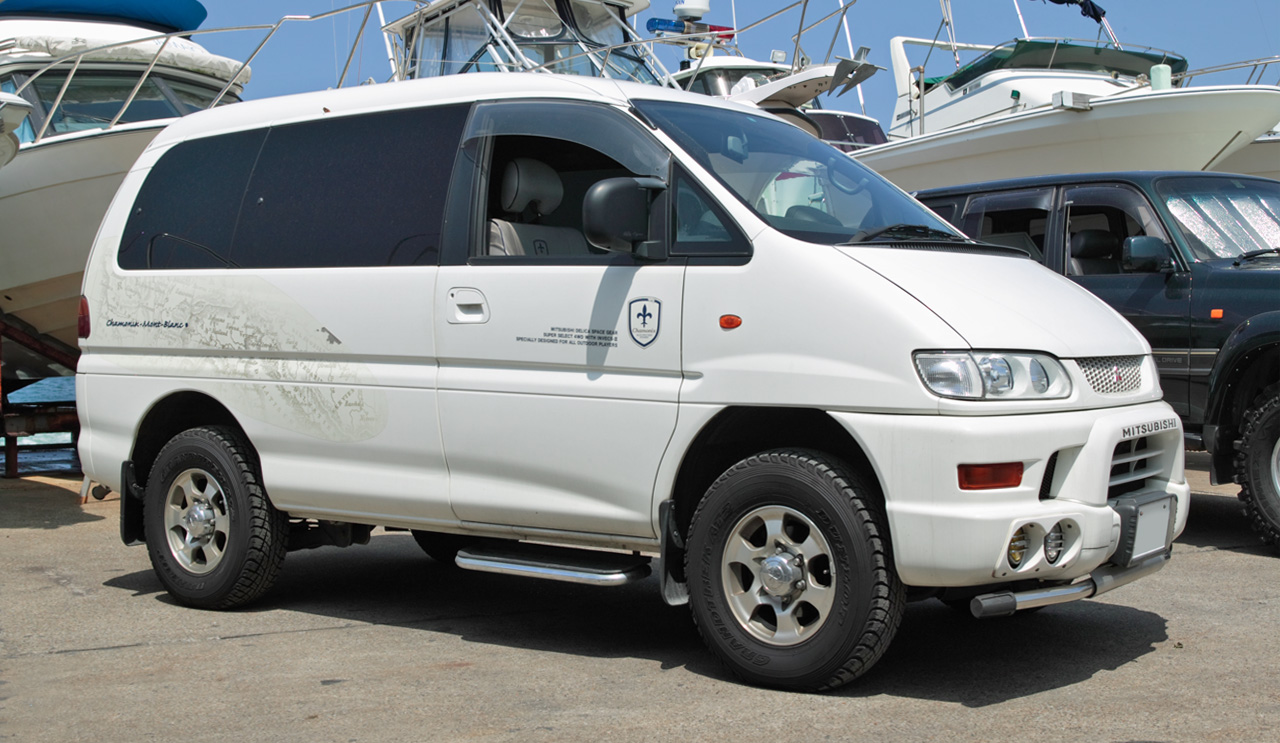
미쓰비시 델리카 스페이스 기어 (후기형) 정측면
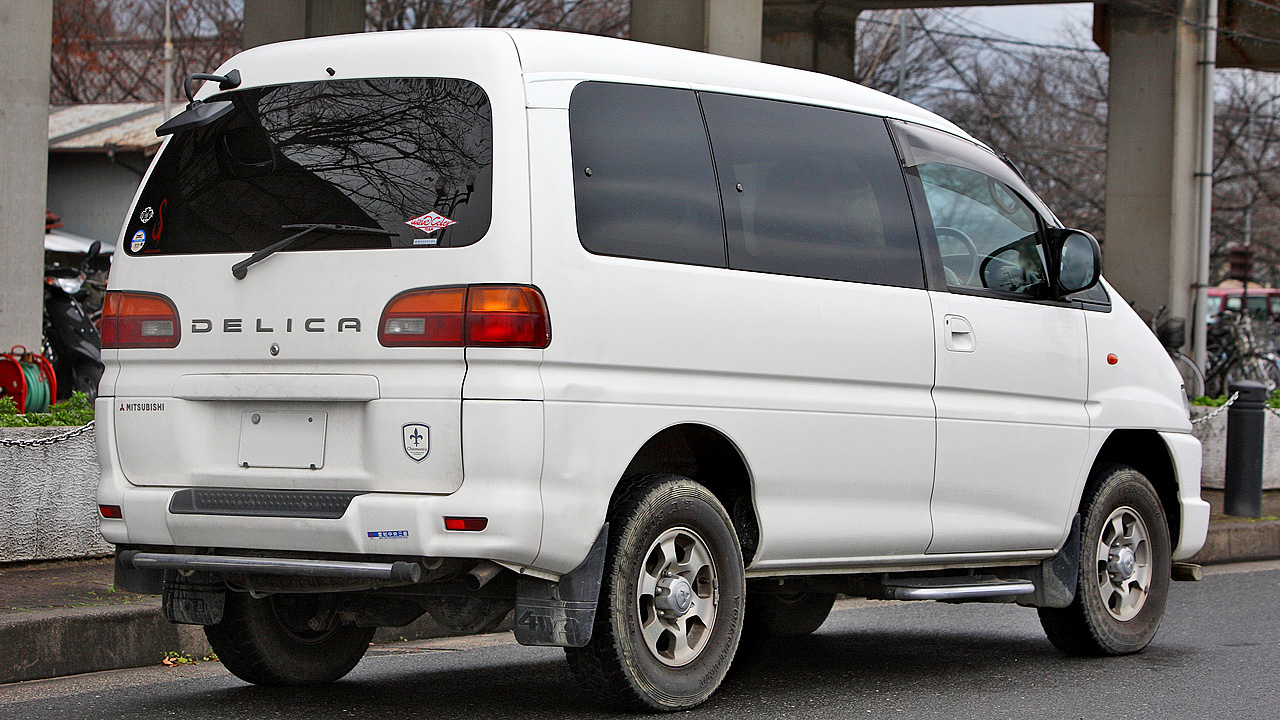
미쓰비시 델리카 스페이스 기어 (후기형) 후측면
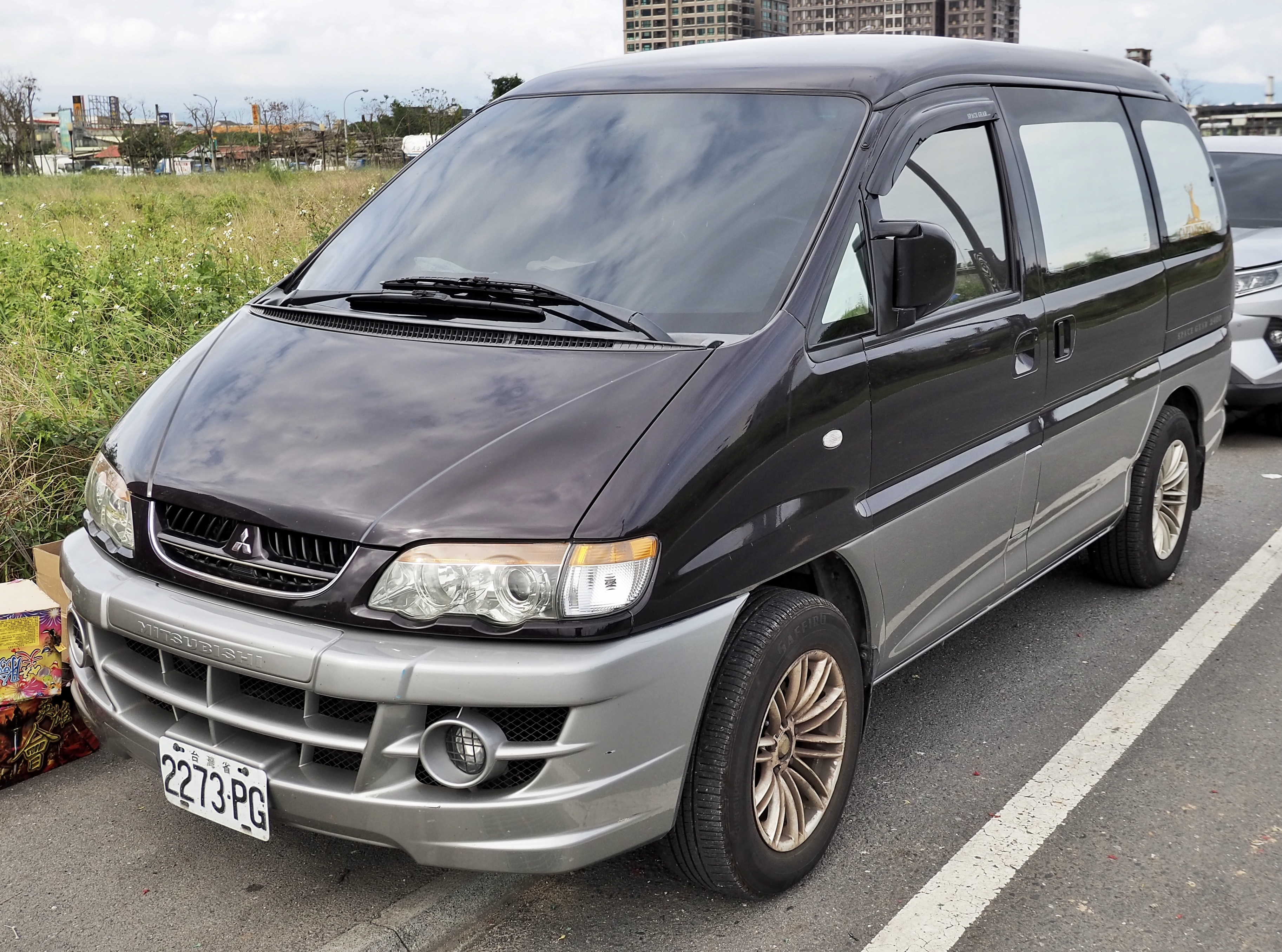
미쓰비시 델리카 스페이스 기어 (최후기형) 정측면
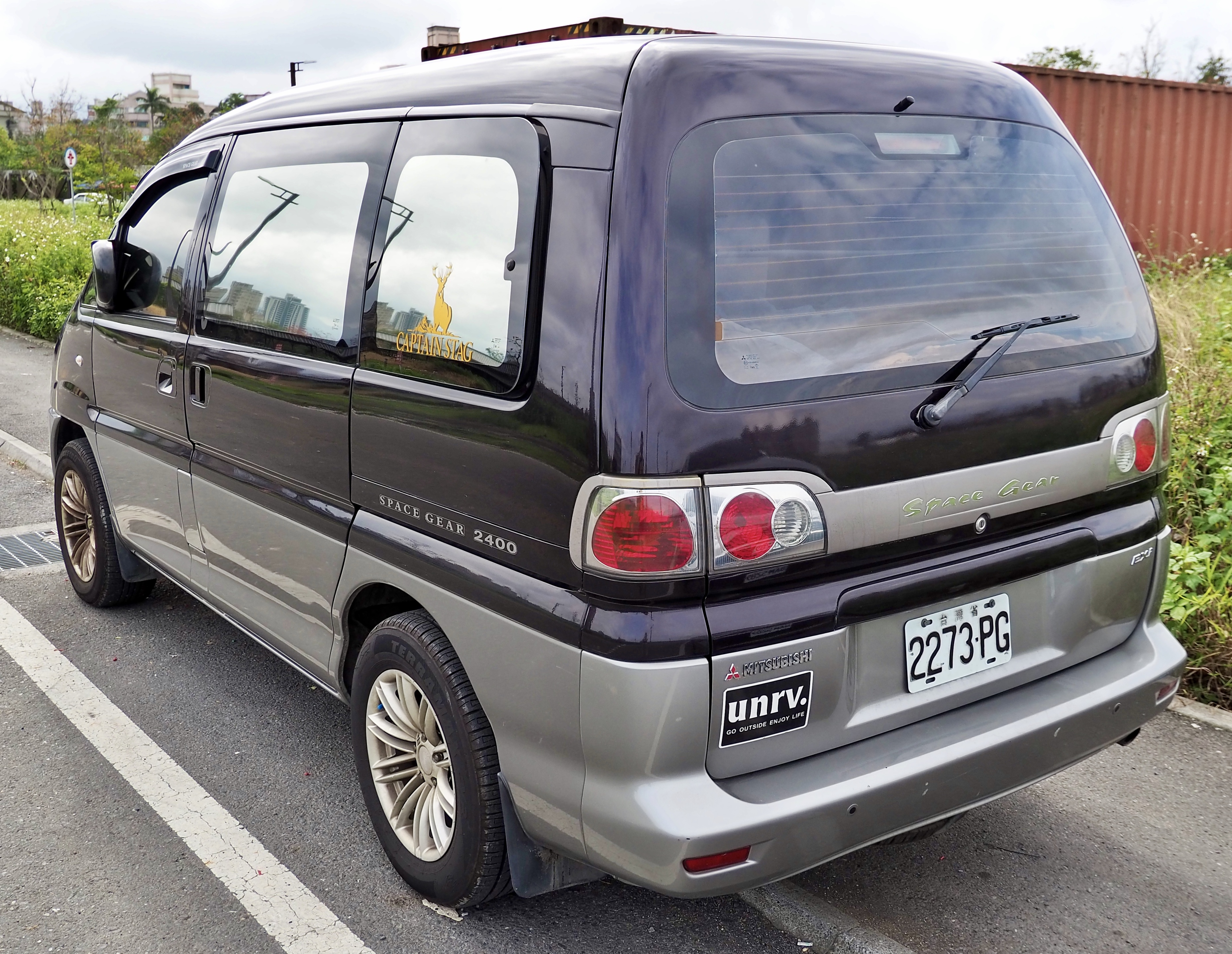
미쓰비시 델리카 스페이스 기어 (최후기형) 후측면
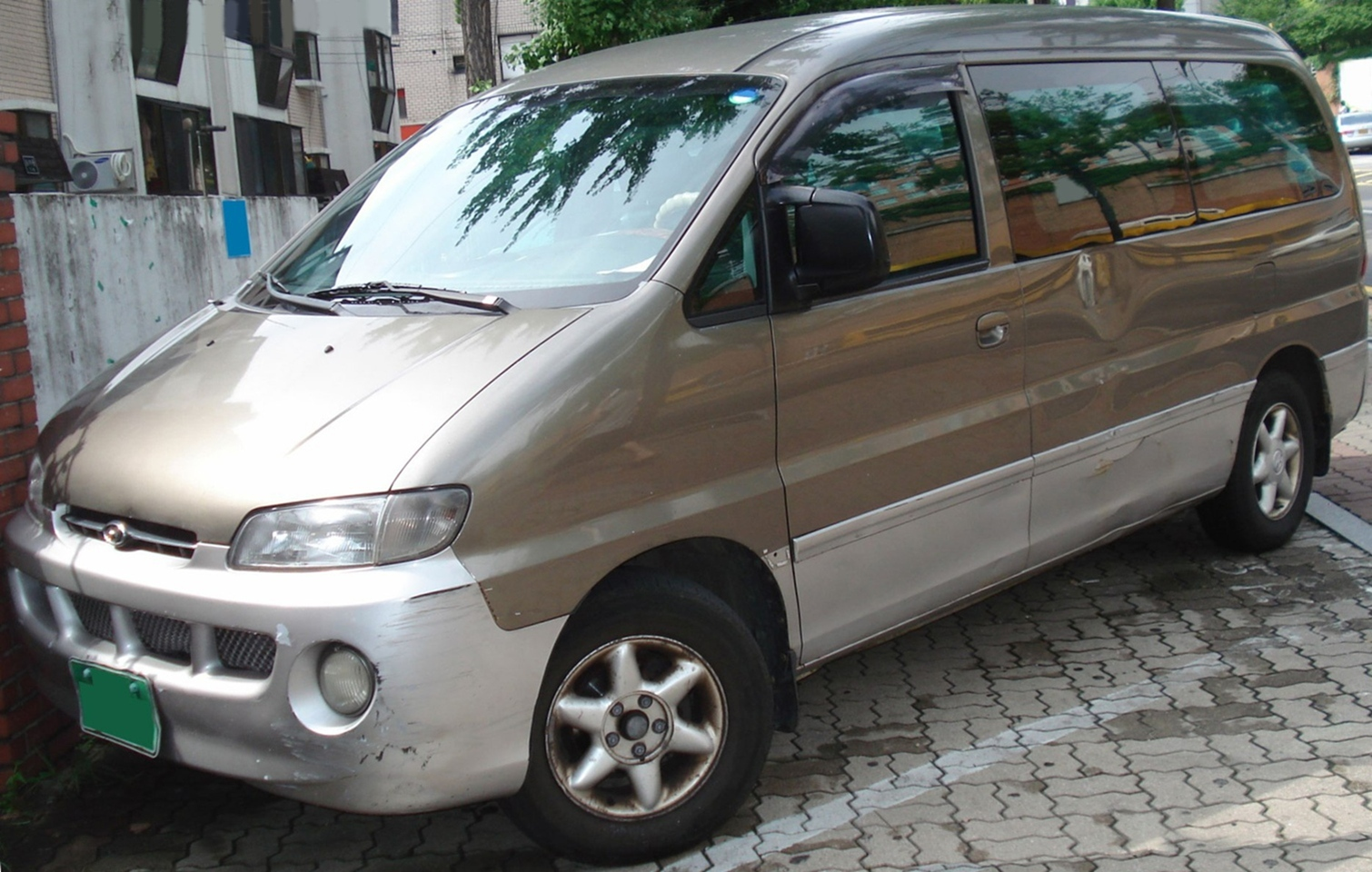
현대 스타렉스 (전기형) 정측면
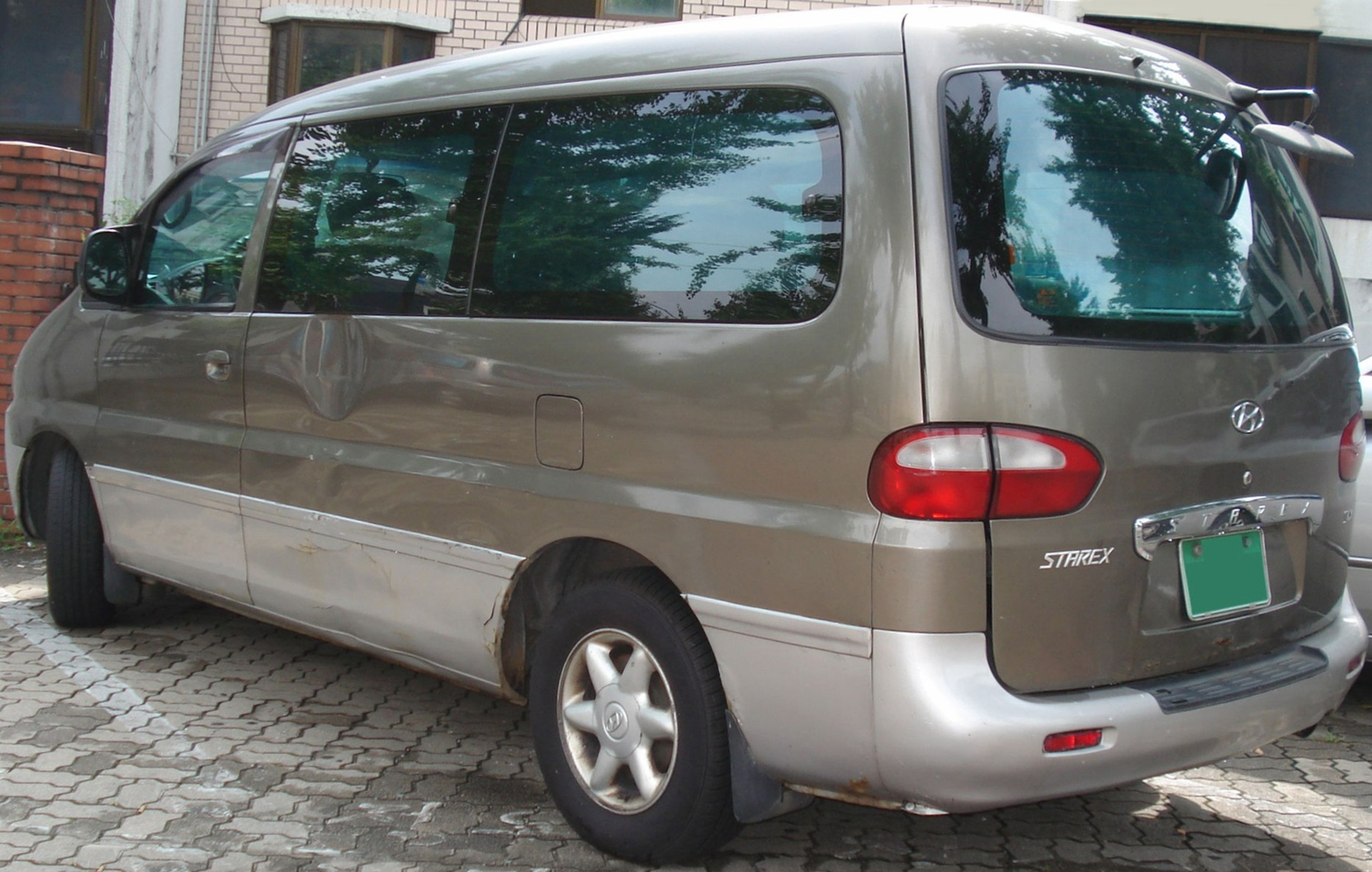
현대 스타렉스 (전기형) 후측면

## 비고
- 대한민국의 현대자동차의 승합차인 스타렉스의 1세대 모델이 이 차량을 참고하여 개발되었다. 트럭 버전인 리베로도 있었다.
- 대만의 미쓰비시 자회사인 CMC에서도 미쓰비시 스페이스 기어라는 명칭으로 생산되었고, 일본과 다르게 2005년에 페이스리프트를 한번 더 거쳤으며 2009년까지 판매되었다.

## 같이 보기
- 미쓰비시자동차공업
- 미쓰비시 델리카
- 미쓰비시 델리카 D:5
- 현대 스타렉스
- 현대 리베로